# Honduras nos Jogos Olímpicos de Verão de 1984
Honduras competiu nos Jogos Olímpicos de Verão de 1984 em Los Angeles, Estados Unidos.
O país retornou às Olimpíadas após participar do boicote aos Jogos Olímpicos de Verão de 1980.

## Resultados por Evento

### Atletismo
Maratona masculina
- Carlos Avila
  - Final — 2:42:03 (→ 71º lugar)

Marcha atlética 20 km masculina
- Santiago Folseca
  - Final — 1:34:47 (→ 31º lugar)

Maratona feminina
- Leda Díaz de Cano
  - Final — não terminou (→ sem classificação)

### Natação
Men's 100m Freestyle
- Rodolfo Torres
  - Eliminatórias — 1:00.92 (→ não avançou, 64º lugar)

200 m livre masculino
- Juan José Piro
  - Eliminatórias — 2:12.51 (→ não avançou, 52º lugar)

100 m costas masculino
- David Palma
  - Eliminatórias — 1:13.28 (→ não avançou, 43º lugar)

200 m costas masculino
- Juan José Piro
  - Eliminatórias — 2:32.48 (→ não avançou, 34º lugar)

100 m peito masculino
- Salvador Corelo
  - Eliminatórias — Desclassificado (→ não avançou, sem classificação)

200 m peito masculino
- David Palma
  - Eliminatórias — 2:37.65 (→ não avançou, 42º lugar)

100 m borboleta masculino
- Salvador Corelo
  - Eliminatórias — 1:05.91 (→ não avançou, 49º lugar)

200 m borboleta masculino
- Juan José Piro
  - Eliminatórias — 2:22.80 (→ não avançou, 33º lugar)

200 m medley masculino
- Salvador Corelo
  - Eliminatórias — 2:22.29 (→ não avançou, 36º lugar)

400 m medley masculino
- Juan José Piro
  - Eliminatórias — 5:15.68 (→ não avançou, 23º lugar)

Revezamento 4x100 m livre masculino
- Salvador Covelo, Juan José Piro, David Palma, e Rodolfo Torres
  - Eliminatórias — 3:55.87 (→ não avançou, 22º lugar)

Revezamento 4x100 m medley masculino
- Salvador Corelo, David Palma, Juan José Piro, e Rodolfo Torres
  - Eliminatórias — 4:22.72 (→ não avançou, 20º lugar)

100 m livre feminino
- María Lardizajal
  - Eliminatórias — 1:07.80 (→ não avançou, 45º lugar)

200 m livre feminino
- María Lardizajal
  - Eliminatórias — 2:28.25 (→ não avançou, 36º lugar)